# Кучерово (Ленинградская область)
Кучерово (до 1948 года Вейккола, фин. Veikkola) — деревня в Раздольевском сельском поселении Приозерского района Ленинградской области.

## Название
Дословный перевод финского названия Veikkola — Братишкино.
Зимой 1948 года деревне Вейккола было присвоено наименование Маслово, на основании «перевода с финского». Однако вскоре деревне было назначено новое название — Кучерово, которое ранее предлагалось для деревни Кангаспелто. Переименование было закреплено указом Президиума ВС РСФСР от 13 января 1949 года.

## История

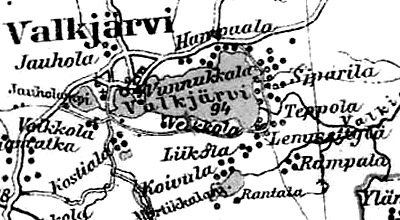
Деревня Вейккола на финской карте 1923 года

До 1940 года деревня Вейккола входила в состав волости Валкъярви Выборгской губернии Финляндской республики. 
С 1 мая 1940 года в составе Валкъярвского сельсовета Раутовского района.
С 1 июля 1941 года по 31 мая 1944 года финская оккупация.
С 1 октября 1948 года в составе Мичуринского сельсовета Сосновского района.
С 1 января 1949 года учитывается как деревня Кучерово.
С 1 декабря 1960 года в составе Борисовского сельсовета Приозерского района.
С 1 февраля 1963 года — в составе Выборгского района.
С 1 января 1965 года — вновь в составе Приозерского района. В 1965 году деревня насчитывала 100 жителей. 
По данным 1966, 1973 и 1990 годов деревня Кучерово входила в состав Борисовского сельсовета.
В 1997 году в деревне Кучерово Борисовской волости проживали 11 человек, в 2002 году — 18 человек (русские — 94 %).
В 2007 году в деревне Кучерово Раздольевского СП проживали 8 человек, в 2010 году — 11 человек.

## География
Деревня расположена в южной части района на автодороге 41К-158 (Котово — Мичуринское).
Расстояние до административного центра поселения — 26 км.
Расстояние до ближайшей железнодорожной платформы Петяярви — 22 км. 
Деревня находится на южном берегу Мичуринского озера. 

## Демография
| 2007 | 2010 | 2017 |
| ---- | ---- | ---- |
| 8    | ↗11  | ↘9   |

## Садоводства
Береговое, Кучеровское, Талер.